# Macrotis lagotis
Il bilby maggiore (Macrotis lagotis Reid, 1837) è il più grande di tutti i bandicoot. Con un peso che si aggira tra 1 e 2,4 kg, il maschio di questa specie raggiunge le dimensioni di un coniglio; alcuni esemplari in piena salute allevati in cattività hanno raggiunto anche i 3,7 kg. La femmina è più piccola e pesa tra gli 0,8 e gli 1,1 kg. Il bilby maggiore ha un eccellente senso dell'olfatto e un udito acuto. La pelliccia è di un color grigio-bluastro con alcune zone marroncine ed è molto soffice. La coda è bianca e nera ed è dotata di una caratteristica cresta. Quest'animale ha arti anteriori robusti e forti artigli, i quali vengono utilizzati per scavare alla ricerca di cibo e per costruire le tane.

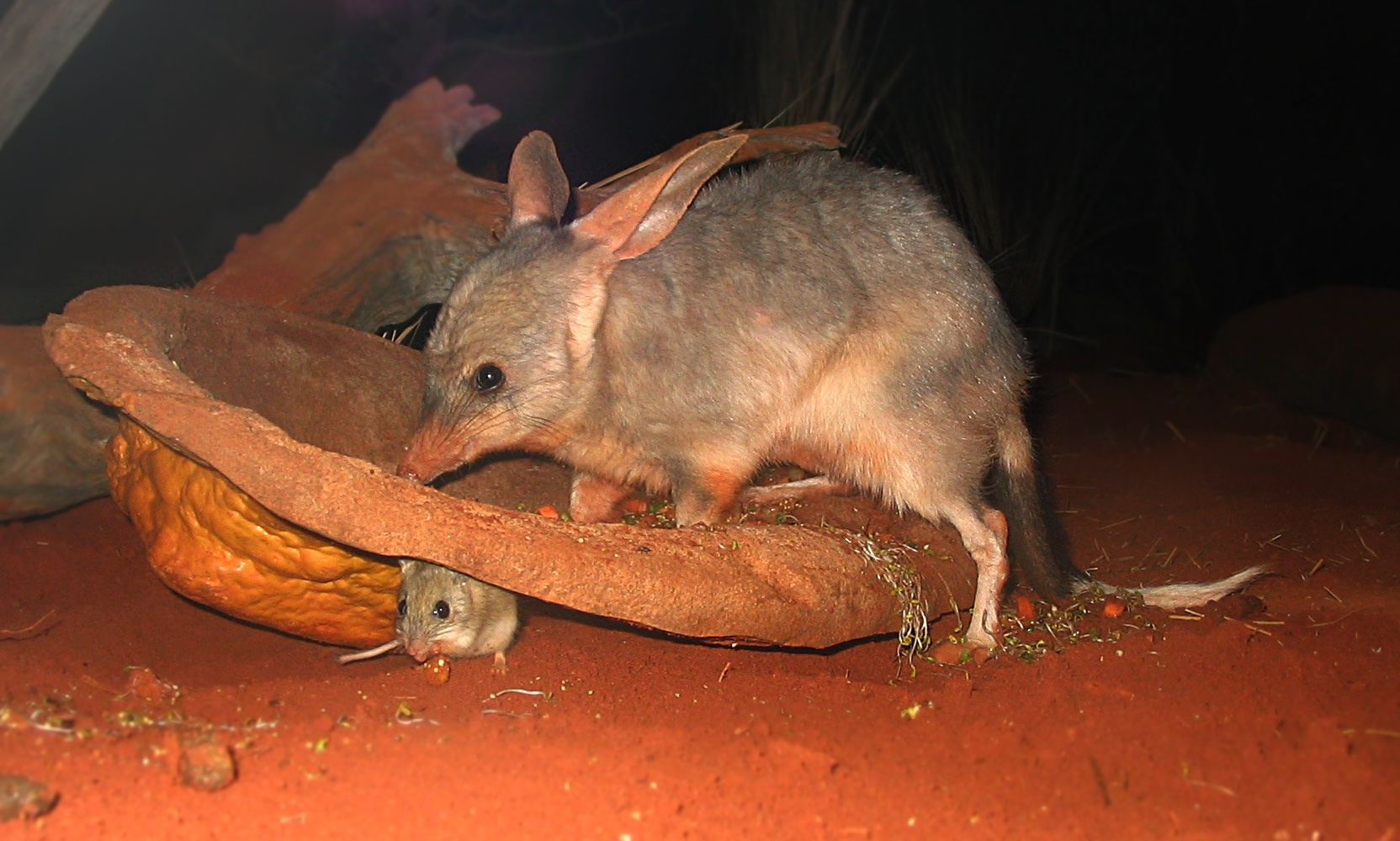
Bilby maggiore (Sidney Wildlife World)

Un tempo largamente diffuso nelle regioni aride e semi-aride, ma anche in quelle relativamente fertili, il bilby maggiore è ora ristretto solo alle distese aride ed è tuttora minacciato. La maggior fonte di pericolo per la sua esistenza è costituita dai gatti rinselvatichiti. Questa specie è ormai nota semplicemente come bilby, dato che l'altra specie del suo genere (il bilby minore) si è estinta dopo il 1932, probabilmente intorno al 1950. È conosciuta anche come dalgyte in Australia Occidentale e come pinkie in Australia Meridionale.
Vive nelle regioni aride dell'Australia centrale. Il suo rifugio è costituito da tane a spirale che, scendendo verso il basso, rendono molto arduo l'ingresso ai predatori.